# Look Away (Big Country)
Look Away is een nummer van de Schotse rockband Big Country uit april 1986. Het is de eerste single van hun derde studioalbum The Seer.
"Look Away" is de grootste hit en het bekendste nummer van Big Country. De plaat bereikte in thuisland het Verenigd Koninkrijk de 7e positie in de UK Singles Chart.
In Nederland werd de plaat veel gedraaid op Radio 3 en werd een radiohit. De plaat bereikte de 14e positie in de Nationale Hitparade en de 27e positie in de Nederlandse Top 40 en was daarmee de tweede en laatste hit voor Big Country in Nederland, drie jaar eerder hadden ze met "Chance" een bescheiden hit gescoord. In de Europese hitlijst op Radio 3, de TROS Europarade, werd de 22e positie bereikt. 
In België behaalde "Look Away" géén notering in zowel de Vlaamse Ultratop 50 als de Vlaamse Radio 2 Top 30, maar werd daar wél een radiohit.